# Афонцев, Сергей Александрович
Серге́й Алекса́ндрович Афо́нцев (род. 1973) — российский учёный-экономист, лауреат премии имени Е. С. Варги (2012), член-корреспондент РАН (2016).

## Биография
Родился 27 января 1973 года в Москве. В 1994 году с отличием окончил экономический факультет МГУ.
В 1996 году защитил кандидатскую диссертацию «Экономико-политические модели государственного регулирования импортных потоков». В 2010 году защитил докторскую диссертацию «Теоретический анализ формирования экономической политики на национальных и международных политических рынках».
В декабре 2015 года избран профессором РАН. В октябре 2016 года избран членом-корреспондентом РАН по Отделению глобальных проблем и международных отношений (мировая экономика).
Заведующий кафедрой мировой экономики МГУ, профессор кафедры мировых политических процессов МГИМО. Заместитель директора по научной работе и заведующий отделом экономической теории Института мировой экономики и международных отношений РАН. Советник Круглого стола промышленников России и ЕС.
Член ВАК РФ (2016—2017), председатель экспертного совета ВАК по экономическим наукам (2018—2023).

## Научная деятельность
Специалист в области теоретического анализа процессов определения экономической политики и регулирования международных экономических процессов.
Единственный специалист в России, разработавший и читающий в соответствии с международными стандартами курс «Международная политическая экономия» (в рамках совместной магистратуры МГИМО(У) МИД РФ и Института политических исследований, Париж, Франция).
Сферы научных интересов:
- экономико-политические модели анализа процессов формирования экономической политики;
- международная политическая экономия;
- управление глобальными экономическими процессами;
- прикладные вопросы внешнеторговой и промышленной политики, привлечения инвестиций и управления экономической специализацией;
- политические и институциональные проблемы стран с развивающимися рынками;
- российско-европейские экономические отношения.

Автор 140 научных публикаций на русском и английском языках.

## Членство в профессиональных ассоциациях
- Ассоциация исследователей экономики общественного сектора;
- Центр экономической истории приисторическом факультете МГУ им. М.В. Ломоносова;
- Экспертный совет при Комитете по промышленной политике Российского союза промышленников и предпринимателей (РСПП) — заместитель председателя.

## Монографии
- Политика привлечения прямых иностранных инвестиций в российскую экономику / Под ред. А. З. Астаповича, С. А. Афонцева, Л. М. Григорьева и Е. Л. Яковлевой. М.: Бюро экономического анализа, ТЭИС, 2001.
- Институциональные аспекты экономического развития / Под ред. В. С. Автономова и С. А. Афонцева. М.: ИМЭМО РАН, 2007.
- Мировой опыт антикризисной политики: уроки для России / Под ред. С. А. Афонцева, Н. И. Ивановой, И. С. Королёва. М.: ИМЭМО РАН, 2009.
- Афонцев С. А. Политические рынки и экономическая политика. М.: Комкнига, 2010. — 384 с.
- Политика институциональных преобразований: от теории к практическим рекомендациям / Под ред. С. А. Афонцева. М.: ИМЭМО РАН, 2013.
- Глобальная система на переломе: пути к новой нормальности. — М.: ИМЭМО РАН, 2016. — 32 с. ISBN 978-5-9535-0458-4

## Награды
- Премия имени Е. С. Варги (2012) — за монографию «Политические рынки и экономическая политика»
- Лауреат премии «Лучшие экономисты Российской академии наук» (Фонд содействия отечественной науке) за 2002—2003 гг. и 2004—2005 гг.